# Antonio Favaro
Antonio Favaro (Padova, 21 maggio 1847 – Padova, 30 settembre 1922) è stato un matematico e storico della scienza italiano, ricordato soprattutto come curatore dell'edizione nazionale delle Opere di Galileo Galilei.
Fu socio di varie società scientifiche e accademie, tra cui l'Istituto veneto di scienze, lettere ed arti, di cui divenne anche presidente tra il 1905 e il 1907, e l'Accademia Nazionale dei Lincei.

## Biografia

### Origini e formazione
Nacque da Giuseppe Favaro, dottore in matematica, e da Caterina Turri, appartenente a una famiglia nobile del Polesine.
Si laureò in matematica all'Università di Padova nel 1866 e in ingegneria alla Scuola di Applicazione di Torino nel 1869.
Nel 1870 Domenico Turazza lo chiamò come suo assistente all'Università di Padova.
Nel 1872 vi fu nominato professore di statica grafica, e nei decenni successivi vi insegnò anche analisi matematica, geometria proiettiva e storia delle matematiche.

### Carriera
Dopo un iniziale interesse per l'ingegneria civile e la sismologia, fu alla storia della matematica che Favaro rivolse la sua attenzione e si dedicò a questa disciplina per il resto della sua vita. Un ruolo importante nell'indirizzare la sua attività in questa direzione lo ebbe Baldassarre Boncompagni Ludovisi, fondatore e direttore del Bullettino di bibliografia e di storia delle scienze matematiche e fisiche, una delle prime riviste dedicate alla storia della scienza, sul quale Favaro avrebbe poi pubblicato molte importanti ricerche, compiendo anche studi sulla storia dell'Università di Padova, e in particolare della sua facoltà di matematica.
A partire dal 1880 circa, Favaro concentrò il suo impegno su Galileo e su di lui pubblicò diverse opere, tra cui Galileo Galilei e lo Studio di Padova (1883). Constatando l'insufficienza delle edizioni esistenti degli scritti di Galileo, compresa quella recente curata da Eugenio Alberi (1842-1856), viziata da numerosi errori e omissioni, Favaro propose la realizzazione di una nuova edizione nazionale della sua opera omnia. La proposta fu approvata dal ministero dell'Istruzione nel 1887; Favaro ne fu il curatore, con la collaborazione di Isidoro Del Lungo e Umberto Marchesini. Il primo volume fu pubblicato a Firenze dalla tipografia Barbera nel 1890; il completamento del progetto richiese quasi vent'anni e fu portato a termine, con l'uscita del ventesimo volume, nel 1909. Il criterio ispiratore fu quello di raccogliere e riprodurre nel modo più completo, fedele e accurato possibile tutti gli scritti di Galileo, presentati in ordine strettamente cronologico, e di includere anche scritti di altri autori coevi (allievi, corrispondenti, oppositori, ecc.) che ebbero legami con lui, nonché reperti d'archivio, per documentare anche il contesto storico e culturale. Favaro ebbe anche la possibilità di consultare, negli archivi Vaticani, i documenti riguardanti il processo intentato dall'Inquisizione a Galileo, e ne incluse gli atti nell'edizione nazionale.
L'opera, nonostante la sua grande importanza ed elevata qualità, ebbe una diffusione limitata, poiché ne vennero stampate soltanto 500 copie fuori commercio (un'edizione rivista fu pubblicata a partire dal 1929 e un'ulteriore ristampa nel 1964).
A questa grande opera si accompagnarono altre serie voluminose di pubblicazioni di argomento galileiano: Bibliografia galileiana (1568-1895) (1896, in collaborazione con Alarico Carli), Amici e corrispondenti di Galileo (41 volumi, 1894-1919), Oppositori di Galileo (6 volumi, 1892-1921), Scampoli galileiani (24 serie, 1886-1914), Adversaria Galilaeiana (7 volumi, 1916-1923). Nell'intento di Favaro, questa imponente raccolta di materiali su Galileo doveva culminare con la redazione di una biografia scientifica del grande scienziato, che tuttavia egli non arrivò mai a scrivere (solo un breve profilo divulgativo fu pubblicato da Formiggini nel 1910).
Nel periodo in cui la grande opera galileiana si avviava al completamento, Favaro rivolse i suoi interessi a un altro grande ingegno italiano, Leonardo da Vinci; nel 1918 entrò a far parte della commissione che doveva curare la pubblicazione dell'edizione nazionale delle opere di Leonardo, e, insieme a Enrico Carusi, curò la pubblicazione di Del moto e misura dell'acqua (1923). Tra le sue ultime opere vi fu anche il Saggio di bibliografia dello Studio di Padova, 1500-1920, pubblicato nel 1922, in occasione del settimo centenario dalla fondazione dell'università di Padova.
Tutta l'opera storica di Favaro, influenzata dal clima culturale del positivismo, fu ispirata a principi di rigore filologico e assoluto rispetto dei documenti originali, che miravano a ottenere una ricostruzione dei fatti del passato attendibile, completa e oggettiva. Egli si concentrò molto sugli aspetti biografici dei personaggi e sulla storia delle istituzioni accademiche, ma raramente si occupò di ricostruire lo sviluppo delle idee scientifiche o di fornire interpretazioni. Tuttavia l'ampiezza e la qualità della sua opera di ricostruzione documentaria costituirono un contributo di grande importanza per la comprensione dell'opera di Galileo e dell'ambiente in cui si sviluppò.

## Famiglia
Sposò Giuseppina, figlia del Turazza, da cui ebbe un figlio, Giuseppe, anatomista e anch'egli storico della scienza, e due figlie: Maria e Lena.

## Opere

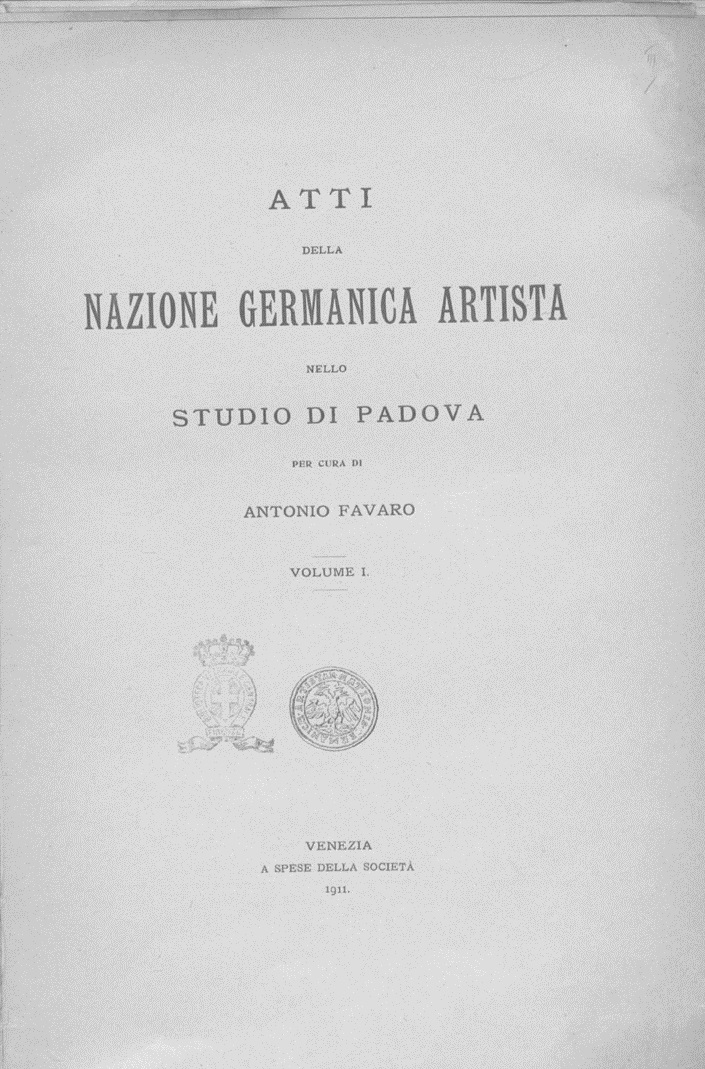
Atti della nazione Germanica artista, nello Studio di Padova, 1911

- Galileo Galilei e lo Studio di Padova, 1883.
- La studio di Padova e la compagnia di Gesù sul finite del decimo decimosesto, 1878.
- Le matematiche nello studio di Padova dal principio del secolo XIV alla fine de XVI, 1880.
- Galilei e lo studio di Padova, 1883.
- Miscellanea galileiana inedita, 1887 (opere inedite di Galileo, circa 300 pagine).
- Nuovi studi galileiani, 1891.
- Saggio di bibliografia dello studio di Padova 1500–1920, 2 volumi, 1922.
- Bibliografia galileiana, Venezia, Istituto veneto di scienze lettere ed arti, 1942.

Come curatore:
- Atti della nazione Germanica artista, nello Studio di Padova, vol. 1, Venezia, Tipografia Emiliana, 1911.
- Le opere di Galileo Galilei, 20 volumi, Firenze 1890-1909; ristampe aggiornate Firenze 1929-1939, 1964/1965.

## Archivio integrato[1]
L'Archivio integrato sulla vita e opera di Antonio Favaro permette la consultazione online dell'archivio personale e delle pubblicazioni dello studioso il cui nucleo principale è conservato presso la Domus Galilaeana di Pisa. Il progetto del Museo Galileo, attualmente in corso, prevede l'individuazione, la descrizione e digitalizzazione dell'intero corpus di manoscritti, documenti, lettere e opere a stampa provenienti da istituzioni italiane e estere . L'interfaccia di consultazione permette inoltre un approfondimento con notizie bibliografiche, cronologiche, iconografiche e biografiche